# العلاقات البوتانية الليسوتوية
العلاقات البوتانية الليسوتوية هي العلاقات الثنائية التي تجمع بين بوتان وليسوتو.

## مقارنة بين البلدين
هذه مقارنة عامة ومرجعية للدولتين:
| وجه المقارنة                                              | بوتان          | ليسوتو                      |
| --------------------------------------------------------- | -------------- | --------------------------- |
| المساحة (كم2)                                             | 38.39 ألف      | 32.96 ألف                   |
| عدد السكان (نسمة)                                         | 807.61 ألف     | 2.23 مليون                  |
| الكثافة السكانية (ن./كم²)                                 | 21.04          | 67.66                       |
| العاصمة                                                   | تيمفو          | ماسيرو                      |
| اللغة الرسمية                                             | لغة دزونكا     | لغة إنجليزية، اللغة السوتية |
| العملة                                                    | نغولترم بوتاني | لوتي ليسوتو                 |
| الناتج المحلي الإجمالي (بليون دولار)                      | 2.51 مليار     | 2.64 مليار                  |
| الناتج المحلي الإجمالي (تعادل القوة الشرائية) بليون دولار | 6.49 مليار     | 6.30 مليار                  |
| الناتج المحلي الإجمالي الاسمي للفرد دولار أمريكي          | 2.66 ألف       | 1.07 ألف                    |
| الناتج المحلي الإجمالي للفرد دولار أمريكي                 | 7.82 ألف       | 2.64 ألف                    |
| مؤشر التنمية البشرية                                      | 0.605          | 0.497                       |
| رمز المكالمات الدولي                                      | +975           | +266                        |
| رمز الإنترنت                                              | .bt            | .ls                         |
| المنطقة الزمنية                                           | ت ع م+06:00    | ت ع م+02:00                 |

## منظمات دولية مشتركة
يشترك البلدان في عضوية مجموعة من المنظمات الدولية، منها:
| علم المنظمة | اسم المنظمة                        | تاريخ انضمام بوتان | تاريخ انضمام ليسوتو |
| ----------- | ---------------------------------- | ------------------ | ------------------- |
|             | مؤسسة التنمية الدولية              | 28 سبتمبر 1981     | 19 سبتمبر 1968      |
|             | يونسكو                             | 13 أبريل 1982      | 29 سبتمبر 1967      |
|             | وكالة ضمان الاستثمار متعدد الأطراف | 21 أكتوبر 2014     | 12 أبريل 1988       |
|             | الأمم المتحدة                      | 21 سبتمبر 1971     | 17 أكتوبر 1966      |
|             | الاتحاد البريدي العالمي            | ?                  | ?                   |
|             | البنك الدولي للإنشاء والتعمير      | 28 سبتمبر 1981     | 25 يوليو 1968       |
|             | الاتحاد الدولي للاتصالات           | 15 سبتمبر 1988     | 26 مايو 1967        |
|             | منظمة حظر الأسلحة الكيميائية       | ?                  | ?                   |
|             | مؤسسة التمويل الدولية              | 1 ديسمبر 2003      | 29 سبتمبر 1972      |
|             | منظمة الشرطة الجنائية الدولية      | ?                  | ?                   |

## وصلات خارجية
- موقع وزارة الخارجية البوتانية
- موقع وزارة الخارجية الليسوتوية